# Pian di Sco
Pian di Scò là một đô thị ở tỉnh Arezzo trong vùng Toscana, tọa lạc khoảng 30 km về phía đông nam của Florence và khoảng 35 km về phía tây bắc của Arezzo. Tại thời điểm ngày 31 tháng 12 năm 2004, đô thị này có dân số 5.631 người và diện tích là 18.4 km².
Pian di Scò giáp các đô thị sau: Castelfranco di Sopra, Figline Valdarno, Reggello.